# Emirates Office Tower
De Emirates Office Tower (of Jumeirah Emirates Office Tower) is een wolkenkrabber in Dubai, Verenigde Arabische Emiraten.

## Structurele feiten
De Jumeirah Emirates Office Tower maakt deel uit van het Emirates Towers —complex en is verbonden met het Jumeirah Emirates Towers Hotel door middel van een winkelstraat. De constructie heeft een structurele hoogte van 354.6 meter, de dakhoogte is ruim 311 meter. De Emirates Office Tower is ruim 45 meter hoger dan het Jumeirah Emirates Towers Hotel hoewel het twee verdiepingen minder telt.
Het gebouw werd voltooid in november 1999, de opening vond plaats in 2000.
De architecte van deze toren is Hazel Wong, zij is vooral in Noord-Amerika en het Midden-Oosten actief.